# درختک
درختک (فریدن)، روستایی از توابع بخش زنده‌رود شهرستان فریدن در استان اصفهان ایران است.
در گذشته مردم روستا از مسیحیان ارمنی بودند.امروزه اکثریت مردم این روستا از ترک ها و اقلیتی مردم بختیاری می باشند که پس از مهاجرت ارامنه در این روستا ساکن شده‌اند.

## جمعیت
این روستا در دهستان ورزق قرار دارد و براساس سرشماری مرکز آمار ایران در سال ۱۳۸۵، جمعیت آن ۳۹۲ نفر (۹۲خانوار) بوده‌است.